# Jean-François Comte
 (janvier 2017).
Si vous disposez d'ouvrages ou d'articles de référence ou si vous connaissez des sites web de qualité traitant du thème abordé ici, merci de compléter l'article en donnant les références utiles à sa vérifiabilité et en les liant à la section « Notes et références ».
Jean-François Comte, né le 2 janvier 1933 dans le 17e arrondissement de Paris et mort le 16 février 2018 à Beauvais, est un cinéaste, romancier et peintre français. Il a été le premier compagnon de Francine Ségeste

## Biographie
Fils d’un père chirurgien et d’une mère sculptrice (Florence Conti qui, fascinée par le nu féminin, aura une influence décisive sur la peinture de son fils), Jean-François Comte semble d’abord promis aux études classiques : passionné de grec, lauréat du concours général, khâgne au lycée Henri IV…
Il bifurque vite vers le cinéma, après un stage au Centre d’étude de radio-télévision, département de l’ORTF. Il est engagé comme « Creative Supervisor » dans une agence de publicité londonienne où il dessine des story-boards, réalise et écrit des films tout en commençant à peindre. Il rentre à Paris à la veille des événements de mai 68 et participe à l’activité des cinéastes engagés.
Il crée alors son agence de production de spots publicitaires, ATVZ, tout en continuant à peindre, mais publie également plusieurs romans de science-fiction.
À partir des années 1990, il cesse progressivement toute activité cinématographique ou littéraire, et se consacre presque entièrement à la peinture.

## Parcours

### Cinéaste
Mis à part sa participation au cinéma politique de mai 68 (un film sur Simca-Poissy), son activité est essentiellement publicitaire (pour le compte d’une agence britannique puis pour son propre compte) et documentaire.
En tant que cinéaste publicitaire, il réalise une centaine de films et reçoit plusieurs distinctions telles que : Lions d’or, d’argent et de bronze aux festivals du film publicitaire de Venise et Cannes, TV Mail Awards (Londres), Clio du American TV Commercials Festival (New-York), etc..
En tant que réalisateur documentaire, il participe notamment pour FR3 à l'écriture d'une série, « Le roman de France », dont il réalise un épisode, Ève, la Pierre et le Serpent, sur la sculpture d’Autun et de Vézelay. Il prolonge cette veine par un film sur les bâtisseurs cisterciens de l’abbaye de Fontenay, Les Pierres apprivoisées.

### Romancier
Présenté à Marcel Jullian par des amis qui évoluent dans la sphère SF, il publie un premier roman de science-fiction, Sylvie et les Vivisecteurs (éd. Atelier Marcel Jullian), et collaborera à la revue de poésie Vagabondages chez le même éditeur (coordination, choix de poèmes, éditoriaux…)
Il publie ensuite deux autres romans de science-fiction, Les Géants Couverts d’Algues et Le Doge des Miroirs, illustrés par Jean-Pierre Andrevon dans la collection « Futurs » des Éditions de l’Aurore.

### Peintre
La peinture de Jean-François Comte, d’abord en huile aux couleurs vives et en général chaudes, restera toujours figurative, organisée par le dessin d’après modèle et (à part quelques portraits) orientée vers le nu féminin.

« Une œuvre entière faisant référence à plusieurs champs disciplinaires, peinture, dessin, cinéma, écriture, mathématiques, à partir d'un seul thème, le corps féminin. »

— Brigitte Camus
Mais à partir de la fin des années 1990 se dessine une orientation décisive : de l’intrusion des lignes visibles de perspective et de construction à la mise en perspective du tableau lui-même. Cette évolution s’enracine sans doute dans sa culture optique de cinéaste et de cadreur, plus particulièrement de documentariste de la sculpture romane, mais aussi dans une passion pour les nombres et la géométrie (rectangle d’or etc).
Les lignes de perspective et de construction deviennent d’abord de plus en plus apparentes sur la toile (Un peu de rouge, 1998). Puis la construction même du tableau éclate en plusieurs toiles solidaires d’une structure fixe, polyptyque permettant au spectateur de faire jouer la perspective en se déplaçant: une construction inspirée des retables. Il en résulte une évolution vers une sorte de peinture-sculpture monumentale, avec pour sujet, comme toujours, de grands nus, dont les jeux de recouvrement/dévoilement, selon la position du spectateur, permet une véritable exploration du caché.
« …Tout un soubassement, une mathématique de l’espace, des calculs de géomètre, la prise en compte de l’histoire de la peinture sans laquelle on ne peut parler de modernité, et surtout, la sagacité des femmes elles-mêmes : nombre d’entre elles ont jugé que cette « cause » valait le sacrifice de leur pudeur et le don de leur nudité comme d’autres donnent leur corps à la Science » observe le metteur en scène et critique Bruno Streiff dans une étude consacrée au peintre, où il compare l’érotisme de la peinture de Jean-François Comte à celle d’Egon Schiele. Puis, très logiquement chez un homme pétri de culture classique, et grecque en particulier, apparaissent des thèmes de l’art religieux chrétien ou de la mythologie grecque, traités parfois avec ironie (L’Écartelée, Diomède et Aphrodite, 2007), et tout aussi logiquement la figure du Cheval aux côtés de la Femme.
Du fait de cette évolution vers une peinture monumentale, ces œuvres ont plutôt pour clientèle la commande publique… ou des amateurs disposant de place.
La fin de sa vie d'artiste fut marquée par la progression de sa maladie de Parkinson. Il s'en explique pour une équipe de jeunes psychologues cliniques dans le petit documentaire Peinture en mouvements.

## Filmographie sélective
- L'ordre règne à Simcaville, documentaire militant réalisé en mai-juin 1968, production Slone-Iskra, co-réalisé avec Catherine Moulin
- Ève, la Pierre et le Serpent, sur les tympans et chapiteaux d’Autun et Vézelay (dans la série « Le roman de France », Arcanal, diffusé par FR3, 1989)
- Les Pierres apprivoisées, sur un texte de Fernand Pouillon, France Supervision, 1995
- Bébé Cadum, documentaire, Tracol Film pour Planète, 1998

## Publications
- Sylvie et les Vivisecteurs, roman, éd. Atelier Marcel Jullian, Paris 1978  (ISBN 9782863100073)
- Les Géants couverts d'algues, roman, éditions de l’Aurore, 1988 (ISBN 2-903950-27-5) édité erroné (BNF 34958924)
- Le Doge des miroirs, suivi de Alice y es-tu ?, romans, éditions de l’Aurore, 1988  (ISBN 2-903950-31-8) (BNF 34994005)

## Expositions
- 1999 : OCDE, Palais Monaco, Paris
- 2000 : Grands nus panoramiques, Fondation Taylor, Paris
- 2001 : Travelling à l’Atelier, hôtel-galerie de l’Atelier, Villeneuve-lès-Avignon
- 2003 : Peintures, atelier Lecoq, Saint-Rémy-de-Provence
- 2003 : Femmes en 3 D, Cluny
- 2003 : Femmes Univers, mairie de Châteauroux
- 2004 : Château de Cartes, maison des jeunes et de la culture, Corbeil-Essonnes
- 2004 : Métamorphoses, Orangerie de La Mothe-Saint-Héray
- 2005 : Femmes-Univers, L’Orangerie, centre culturel, Roissy-en-France
- 2005 : Etr’anges ou la vie sexuelle du St Esprit, avec Marie Rigot, chapelle Sainte Anne, Tours
- 2005 : Château de Cartes, chapelle de la Citadelle, Blaye
- 2005 : Retour à l’Origine, galerie Garcia Laporte, rue de Miromesnil, Paris
- 2005 : Ève, cette inconnue qui enfanta l’Univers, médiathèque Jean-Moulin, Margny-lès-Compiègne
- 2007 : Open Art, exposition internationale organisée par le collectif « Les Seize Anges », Rueil-Malmaison
- 2007 : Château de Cartes, galerie Garcia-Laporte, rue de Miromesnil, Paris
- 2009 : Ève au Bûcher, Saint-Germer-de-Fly (avec le soutien de la Région Picardie)
- 2011 : Miroirs et savoirs, atelier Saint-Germer-de-Fly, conseil régional de Picardie
- 2012 : Les arts à Dompierre, Normandie
- 2014 : Transparence : la peau et les eaux, Saint-Germer-de-Fly (avec le soutien de la région Picardie)
- 2015 : Les Paysages du corps, Château d'Eau - Château d'Art, Bourges[12]

### Études consacrées à l’auteur
- Le roman Sylvie et les vivisecteurs a fait l’objet d’importantes recensions et discussions début 1979. Le Magazine Littéraire de février y consacre « Le vif du sujet » de Robert Louit, Libération du 15 février aborde sa recension en première page. Dans Le Matin de Paris du 16 janvier, Henri-François Rey conteste que ce soit vraiment un roman de science-fiction, ce que réaffirme l’éditorial de Fiction de février. Fiction revient sur le sujet dans son numéro d’avril (« La ménagerie des plaisirs furtifs »).
- Bruno Streiff, dans Le nu est l’avenir de l’œil, catalogue pour l’exposition Ève au Bûcher, édité par la Région Picardie, procède à une longue analyse de l'apport pictural de Jean-François Comte.